# Farah Abdel Meguid
Farah Abdel Meguid (* 16. Juli 1992 in Kairo) ist eine ehemalige ägyptische Squashspielerin.

## Karriere
Farah Abdel Meguid spielte von 2007 bis 2016 auf der WSA World Tour und gewann in dieser Zeit einen Titel. Ihre höchste Platzierung in der Weltrangliste erreichte sie mit Rang 51 im September 2012. 2010 stand sie das einzige Mal im Hauptfeld der Weltmeisterschaft und schied in der ersten Runde gegen Nicol David aus.

## Erfolge
- Gewonnene WSA-Titel: 1